# Muskegon
Muskegon – miasto w Stanach Zjednoczonych, w stanie Michigan, nad jeziorem Michigan. W mieście rozwinięty jest przemysł maszynowy, samochodowy, elektrotechniczny, metalowy. Rafinacja ropy naftowej.

## Miasta partnerskie
- Omuta, Japonia
- Hartlepool, Wielka Brytania
- Antalya, Turcja